# Mas Miralles (Amposta)
El Mas Miralles és una masia d'Amposta inclosa a l'Inventari del Patrimoni Arquitectònic de Catalunya.

## Descripció
És una de les masades més grans del terme. Consta de diverses edificacions organitzades al voltant d'una plaça central. El cos principal, que fa d'habitatge, és rectangular i cobert a doble vessant, amb un cos adossat modernament cobert amb terrat, just en el lloc on abans hi havia el forn i l'aixopluc per als treballadors. És una construcció gran però austera, amb obertures allindades força simples.
A l'esquerra de l'habitatge hi ha una altra gran edificació rectangular i coberta a doble vessant. Consta de dos naus allargades obertes a la plaça central per grans portes. Una és magatzem de garrofes i l'altra quadra de cavalls, que conserva en perfecte estat les menjadores dels animals i les pallisses. Entre aquest cos i la casa hi ha una gran cisterna i l'abeurador per als animals.
A l'entrada del recinte hi ha una petita caseta, del tipus de les casetes de camp més freqüent a la zona. Al costat, descobertes, peces d'un antic molí d'oli (de sang) que hi havia al poble i que van traslladar al desfer-lo. Darrere la casa encara hi ha una nau oberta a l'exterior utilitzada com a corral de bous, i una petita plaça circular per torejar, a més d'estances auxiliars adossades al cos principal d'habitació.

## Història
La família propietària és una de les tradicionalment importants del poble, on és propietària també de la casa Miralles, una de les més antigues (segle xvi).